# Gerstaeckerus obliquus
Gerstaeckerus obliquus is een keversoort uit de familie zwamkevers (Endomychidae). De wetenschappelijke naam van de soort werd in 1957 gepubliceerd door Strohecker.